# Onze-Lieve-Vrouw-van-Lourdeskapel (Maasniel)
De Onze-Lieve-Vrouw-van-Lourdeskapel is een kapel in Maasniel in de Nederlandse gemeente Roermond. De kapel staat aan de Raadhuisstraat met links van de kapel de Ronkenstraat en achter de Beekweg.
De kapel is gewijd aan de heilige Maria, specifiek aan Onze-Lieve-Vrouw van Lourdes.

## Geschiedenis
In 1880 werd de kapel door buurtbewoners gebouwd.
In 1982 werd de kapel gerestaureerd en op 12 juni 1982 werd de kapel opnieuw ingewijd.

## Gebouw
De rode bakstenen kapel staat op een rechthoekig grondplan en wordt gedekt door een verzonken zadeldak met terracotta pannen. De kapel heeft een plint van wit beton en op de hoeken zijn er overhoekse steunberen aangebracht met afdeklijsten in wit beton. In de zijgevels bevindt zich elk een klein spitsboogvenster. De frontgevel en achtergevel zijn een puntgevel met verbrede aanzet en schouderstukken met op de top van de frontgevel een zwart geschilderd ijzeren kruis, waarbij de gevellijst met wit beton afgedekt is. In de frontgevel bevindt zich de spitsboogvormige toegang van de kapel die wordt afgesloten met een dubbele houten deur met ruitjes en erboven een timpaan met vensters in de vorm van een vierpas en twee driebladbogen.
Van binnen is de kapel wit gepleisterd en tegen de achterwand is een wit gepleisterd altaar gemetseld. Op een verhoging staat het Mariabeeld van Onze-Lieve-Vrouw van Lourdes die Maria toont in een biddende houding met haar handen samengevouwen.